# Mildred (Texas)
Mildred város az USA Texas államában, Navarro megyében. Lakosainak száma 399 fő (2020. április 1.).

## Népesség
A település népességének változása:
| Lakosok száma | 405  | 368  | 399  |
|               | 2000 | 2010 | 2020 |